# Tatiana Maslany
Tatiana Gabriele Maslany (Regina, 22 de setembro de 1985) é uma atriz canadense. Estrelou a série de televisão Orphan Black sendo a principal personagem através da qual a história se desenvolve - o Clone Club, formado por Sarah Manning, Alison Hendrix, Helena e Cosima Niehaus; e vários outros personagens, como Beth, Tony, Katja, Jennifer, Rachel, Veera (MK ou Mika) e Krystal - o que lhe rendeu o Emmy de Melhor Atriz em Série Dramática, em 2016.

## Primeiros anos
Tatiana Maslany é filha de Dan, um marceneiro, e Renate, uma tradutora. Ela tem dois irmãos, Daniel e Michael, que são três e doze anos mais novos, respectivamente. Tatiana tem origem ucraniana, polonesa, alemã, austríaca e romena. Ela começou a dançar quando tinha quatro anos, e a participar do teatro comunitário e de musicais com cerca de nove. Frequentou a escola Dr. Martin LeBoldus, onde ingressou em produções e improvisações, formando-se em 2003.

## Filmografia

### Cinema
| Ano  | Título                         | Papel                                | Notas          |
| ---- | ------------------------------ | ------------------------------------ | -------------- |
| 2003 | The Recital                    | Diana Mills                          | Curta-metragem |
| 2004 | Ginger Snaps 2: Unleashed      | Ghost                                |                |
| 2005 | Dawn Anna                      | Lauren "Lulu" Dawn Townsend (age 12) | Filme para TV  |
| 2006 | Trapped!                       | Gwen                                 | Filme para TV  |
| 2006 | Booky Makes Her Mark           | Beatrice "Booky" Thomson             | Filme para TV  |
| 2007 | The Robber Bride               | Augusta                              | Filme para TV  |
| 2007 | The Messengers                 | Lindsay Rollins                      |                |
| 2007 | Eastern Promises               | Tatiana                              | apenas voz     |
| 2007 | Diary of the Dead              | Mary Dexter                          |                |
| 2007 | Late Fragment                  | India                                |                |
| 2007 | Stir of Echoes: The Homecoming | Sammi                                | Filme para TV  |
| 2007 | Sabbatical                     | Gwyneth Marlowe                      | Filme para TV  |
| 2008 | Flash of Genius                | Kathy mais velha                     |                |
| 2008 | An Old Fashioned Thanksgiving  | Mathilda Bassett                     | Filme para TV  |
| 2009 | Defendor                       | Olga                                 |                |
| 2009 | Grown Up Movie Star            | Ruby                                 |                |
| 2009 | Hardwired                      | Punk Red                             |                |
| 2010 | Up & Down                      | Girl                                 | Curta-metragem |
| 2010 | In Redemption                  | Margaret                             |                |
| 2010 | Toilet                         | Lisa                                 |                |
| 2011 | Darla                          | Friend                               | Curta-metragem |
| 2011 | The Entitled                   | Jenna                                |                |
| 2011 | Violet & Daisy                 | April                                |                |
| 2011 | Certain Prey                   | Clara Rinker                         | Filme para TV  |
| 2012 | Waiting for You                |                                      | Curta-metragem |
| 2012 | The Vow                        | Lily                                 |                |
| 2012 | Picture Day                    | Claire                               |                |
| 2012 | Blood Pressure                 | Kat                                  |                |
| 2013 | Cas & Dylan                    | Dylan Morgan                         |                |
| 2017 | Stronger                       | Erin Hurley                          |                |
| 2017 | Souls of Totality              | Lady 18                              | Curta-metragem |
| 2018 | Destroyer                      |                                      |                |
| 2019 | Pink Wall                      | Jenna                                |                |
| 2025 | O Macaco                       | Lois Shelburn                        |                |

### Televisão
| Ano       | Título                          | Papel | Notas |
| --------- | ------------------------------- | --- | --- |
| 1997      | Incredible Story Studios        | Vários personagens | |
| 2002–2003 | 2030 CE                         | Rome Greyson | 6 episódios |
| 2004      | Renegadepress.com               | Melaine | 4 episódios |
| 2006      | Prairie Giant                   | Tommy's doctor's receptionist | Minissérie |
| 2007      | Redemption SK                   | Margaret | Minissérie |
| 2008      | Would Be Kings                  | Reese | Minissérie |
| 2008      | Instant Star                    | Zeppelin Dyer | 8 episódios |
| 2008      | Flashpoint                      | Penny | Episódio "Planets Aligned" |
| 2008–2010 | Heartland                       | Kit Bailey | 15 episódios |
| 2009      | The Listener                    | Hannah Simmons | Episódio "One Way or Another" |
| 2009–2011 | Being Erica                     | Sarah Wexler | 4 episódios |
| 2010      | Cra$h & Burn                    | Lindsay | Episódio "Closure" |
| 2010      | Bloodletting & Miraculous Cures | Janice | Episódio "All Souls" |
| 2010      | The Nativity                    | Maria | Minissérie |
| 2011      | Alphas                          | Tracy Beaumont | Episódio "Anger Management" |
| 2012      | World Without End               | Irmã Meir | Minissérie |
| 2013      | Cracked                         | Haley Coturno / Isabel Ann Fergus | Episódio "Spirited Away" |
| 2013      | Captain Canuck                  | Redcoat | apenas voz 3 episódios |
| 2013–2017 | Orphan Black                    | Sarah Manning Elizabeth Childs Cosima Niehaus Alison Hendrix Helena Rachel Duncan Tony Sawicki Jennifer Fitzsimmons Katja Obinger Krystal Goderitch Veera Suominen Camila Torres | Prêmios melhor atriz em série dramática Emmy Awards de melhor atriz em série dramática Prémio Critics' Choice de melhor atriz em série dramática TCA Award Para melhor atuação Individual - Drama Indicações Globo de Ouro de melhor atriz em série dramática Screen Actors Guild Award de melhor atriz em série dramática Satellite Award de melhor atriz em série dramática |
| 2013      | Parks and Recreation            | Nadia Stasky | Episódios "Gin It Up!" e "Filibuster" |
| 2020      | Perry Mason                     | Sister Alice | |
| 2022      | She-Hulk                        | Jennifer Walters / Mulher-Hulk | Protagonista |

## Prêmios e Indicações

#### Emmy Awards
| Ano  | Categoria                       | Indicação    | Notas    |
| ---- | ------------------------------- | ------------ | -------- |
| 2015 | Melhor Atriz em Série Dramática | Orphan Black | Indicado |
| 2016 | Melhor Atriz em Série Dramática | Orphan Black | Venceu   |
| 2018 | Melhor Atriz em Série Dramática | Orphan Black | Indicado |

#### Globo de Ouro
| Ano  | Categoria                       | Indicação    | Notas    |
| ---- | ------------------------------- | ------------ | -------- |
| 2014 | Melhor Atriz em Série Dramática | Orphan Black | Indicado |

#### SAG Awards
| Ano  | Categoria                       | Indicação    | Notas    |
| ---- | ------------------------------- | ------------ | -------- |
| 2015 | Melhor Atriz em Série Dramática | Orphan Black | Indicado |

#### Critics' Choice Television Awards
| Ano  | Categoria                       | Indicação    | Notas    |
| ---- | ------------------------------- | ------------ | -------- |
| 2013 | Melhor Atriz em Série Dramática | Orphan Black | Venceu   |
| 2014 | Melhor Atriz em Série Dramática | Orphan Black | Venceu   |
| 2016 | Melhor Atriz em Série Dramática | Orphan Black | Indicado |
| 2018 | Melhor Atriz em Série Dramática | Orphan Black | Indicado |